# Fundación Japón

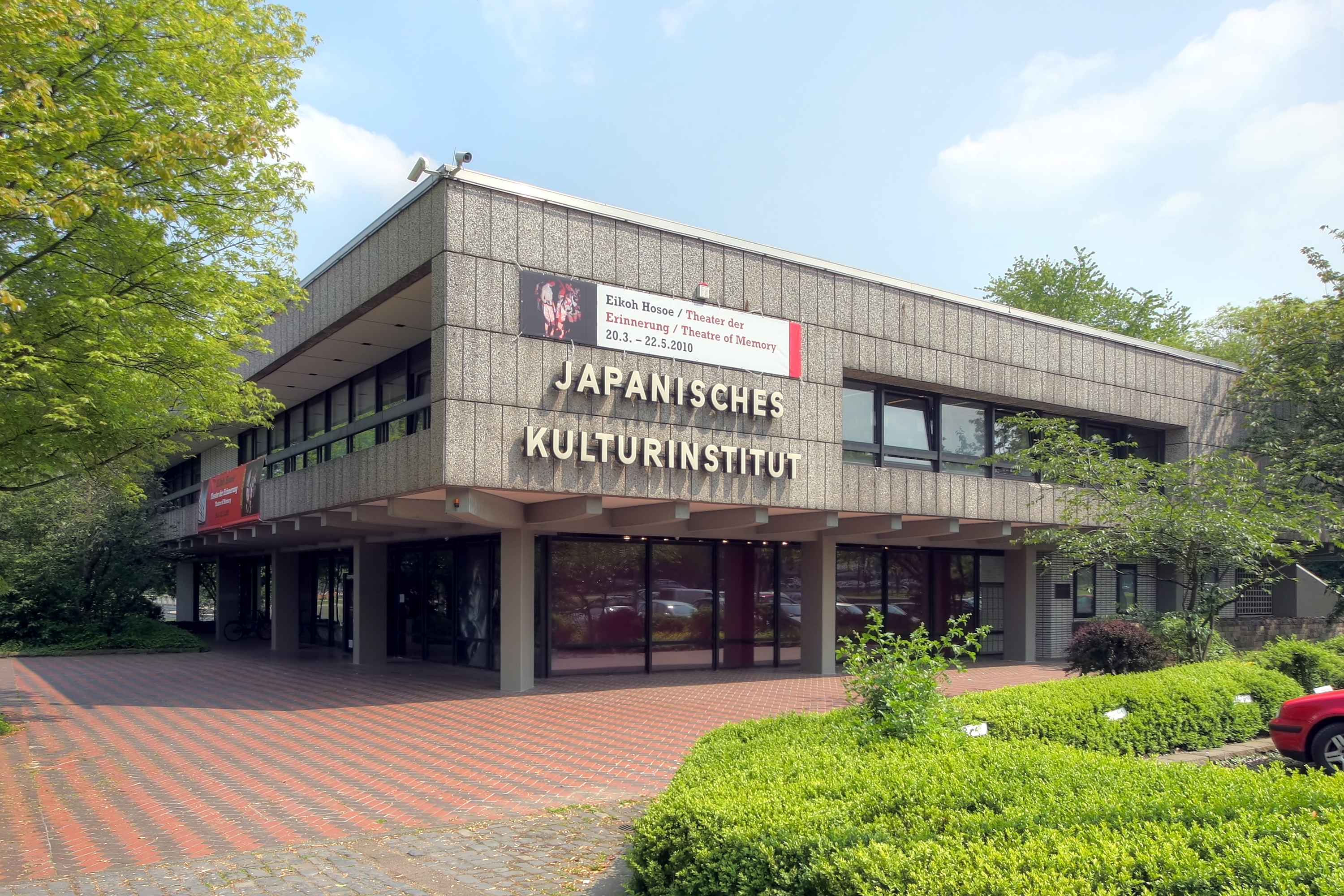
Edificio del "Instituto de Cultura Japonesa" en Colonia, Alemania.

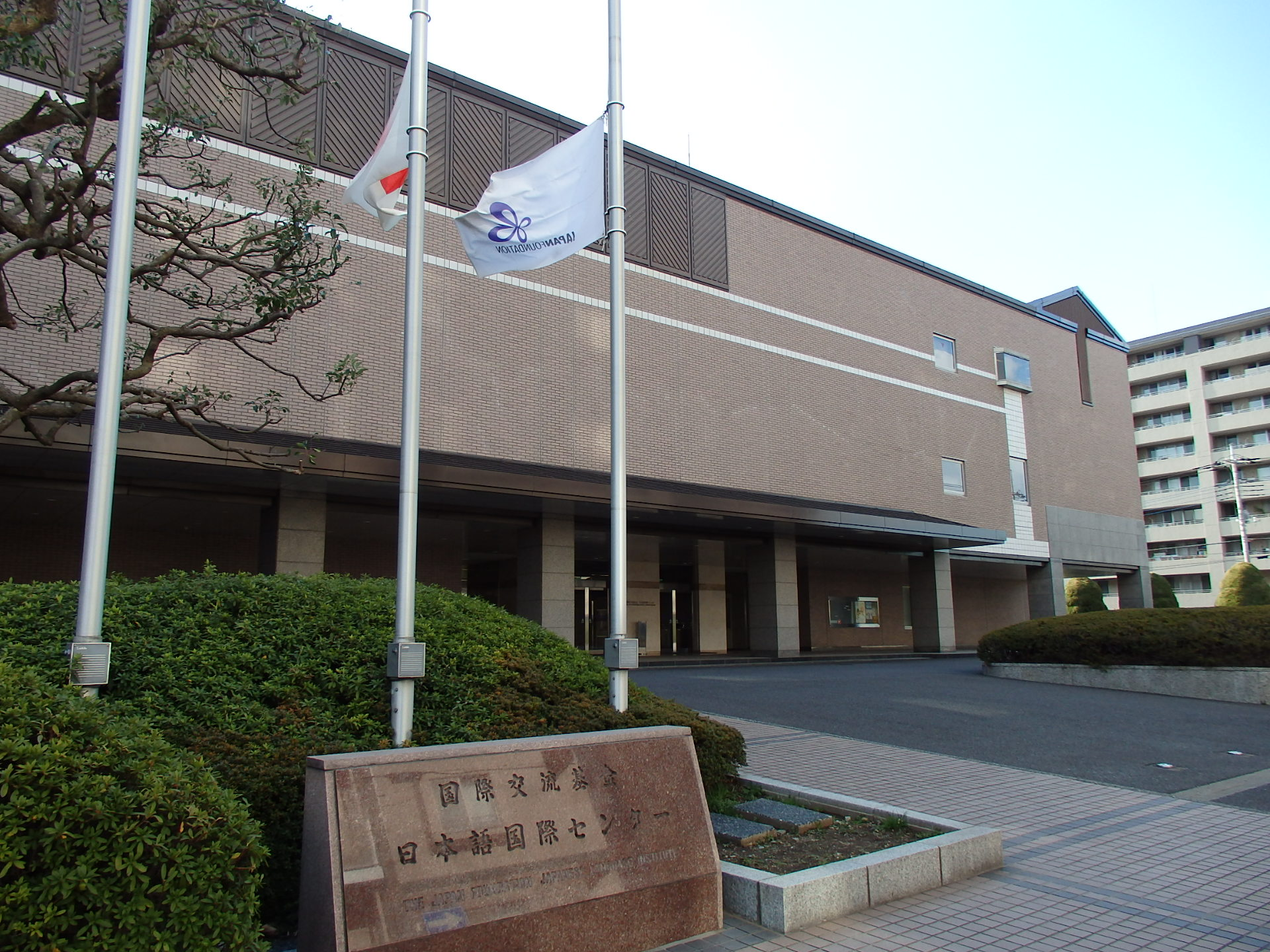
Centro internacional de idioma japonés de la Fundación Japón en Saitama, Japón.

La Fundación Japón (国際交流基金 Kokusai Kōryū Kikin?) es una institución pública japonesa, dependiente del Ministerio de Asuntos Exteriores de Japón, establecida en 1972 a través de una ley de la Dieta de Japón, cuyo objetivo es la promoción y difusión de la lengua y cultura japonesa. El 1 de octubre de 2003 se convirtió en una institución independiente bajo la jurisdicción del Ministerio de Asuntos Exteriores de Japón.
La Fundación financia programas internacionales de intercambio cultural enfocados en:
- Promoción de la cultura y artes.
- Promoción de la enseñanza del idioma japonés.
- Promoción de estudios sobre Japón e intercambio intelectual.

Las oficinas centrales de la Fundación se encuentran en Minato (Tokio) y tiene una oficina secundaria en Kioto. Además cuentan con dos institutos de idioma japonés en Saitama y Tajiri (Osaka).

## Presencia internacional
La Fundación mantiene presencia en 26 oficinas de 25 países. En los países de habla hispana tienen oficina en la Ciudad de México y en Madrid, España. Desde mayo de 2023 también existe una oficina en Lima, la capital peruana.

### Asia y Oceanía
- Australia (Sídney)
- Camboya (Nom Pen)
- China (Pekín)
- India (Nueva Delhi)
- Indonesia (Yakarta)
- Laos (Vientián)
- Malasia (Kuala Lumpur)
- Birmania (Rangún)
- Filipinas (Macati)
- Corea del Sur (Seúl)
- Tailandia (Bangkok)
- Vietnam (Hanói)

### América
- Brasil (São Paulo)
- Canadá (Toronto)
- México (Ciudad de México)
- Estados Unidos (Los Ángeles, Nueva York)
- Perú (Lima)

### Europa, Oriente Medio y África
- Egipto (El Cairo)
- Francia (París)
- Alemania (Colonia)
- Hungría (Budapest)
- Italia (Roma)
- Rusia (Moscú)
- España (Madrid)
- Reino Unido (Londres)